# Salis Abdul Samed
Salis Abdul Samed, né le 26 mars 2000 à Accra au Ghana, est un footballeur international ghanéen qui évolue au poste de milieu défensif à l'OGC Nice.

## Biographie

### Carrière en club

#### Clermont Foot 63
Né à Accra au Ghana, Salis Abdul Samed est formé en Côte d'Ivoire par l'académie JMG (en). Le 19 juillet 2019, il est prêté pour deux saisons au Clermont Foot.
Salis Abdul Samed joue son premier match professionnel le 27 août 2019 face au RC Lens, match comptant pour la Coupe de la Ligue. Il est titularisé et les clermontois s'inclinent aux tirs-au-but (7-6). Trois jours plus tard, il participe à son premier match de Ligue 2 face au Valenciennes FC. Il entre en jeu à la place de Yohann Magnin et les auvergnats sont battus (1-0 score final). 
Lors de la saison 2020-2021, il participe à la montée historique du club en première division, le Clermont Foot accédant pour la première fois de son histoire à l'élite du football français.
Le 12 juillet 2021 il s'engage définitivement avec Clermont, signant un contrat courant jusqu'en juin 2025,. Il fait sa première apparition en Ligue 1 le 8 août 2021, lors de la première journée de la saison 2021-2022 face aux Girondins de Bordeaux. Il est titularisé lors de match qui se termine par la victoire de Clermont (0-2), la première de l'histoire du club dans l'élite. Le Ghanéen inscrit son premier but professionnel en Ligue 1 le 3 avril 2022 face au FC Nantes. Trompant Alban Lafont, son but n'empêche toutefois pas la défaite de son équipe (3-2 score final).

#### RC Lens
Le 24 juin 2022, Salis Abdul Samed rejoint le RC Lens. Le Ghanéen signe un contrat de cinq ans et le Clermont Foot reçoit en compensation cinq millions d'euros pour le transfert. 
Il joue son premier match sous les couleurs artésiennes le 7 août 2022 face au Stade brestois 29 au Stade Bollaert-Delelis. Le RC Lens l'emportent par trois buts à deux grâce à un triplé de Florian Sotoca (3-2 score final),. Abdul Samed inscrit son premier but avec Lens lors de la cinquième journée de la saison 2022-2023, le 31 août 2022, contre le FC Lorient (5-2 pour Lens score final). Il s'impose rapidement comme un titulaire, remplaçant de façon convaincante Cheick Doucouré, son prédécesseur dans ce rôle dans l'entrejeu.
Après une première saison pleine avec Lens, où il s'impose comme un titulaire, Abdul Samed est récompensé en signant un nouveau contrat le 8 juin 2023. Il est alors lié aux Sang et or jusqu'en juin 2028.

#### Sunderland AFC
Le 31 aout 2024, Salis Abdul Samed est prêté à Sunderland AFC pour une saison sans option d'achat.
Il joue son premier match pour Sunderland le 11 janvier 2025, lors d'une rencontre de coupe d'Angleterre contre Stoke City. Il entre en jeu et son équipe est battue par deux buts à un après prolongations.

### En sélection
En décembre 2021, à la suite de sa très bonne partie de saison clermontoise, Salis Abdul Samed est pré-convoqué avec l'équipe nationale du Ghana pour prendre part à la coupe d'Afrique des nations 2021. Il ne figure toutefois pas dans la liste finale pour participer au tournoi. 
Il honore sa première sélection avec le Ghana le 17 novembre 2022, lors d'un match amical face à la Suisse. Rencontre remportée par les Ghanéens par deux buts à zéro. 
Le 14 novembre 2022, Abdul Samed est retenu par le sélectionneur Otto Addo pour participer à la Coupe du monde 2022 au Qatar,. Durant sa première compétition internationale, Samed joue les trois matchs de poule contre le Portugal, la Corée du Sud et l'Uruguay. Le Ghana sort dès la phase de groupe avec un bilan d'une victoire et deux défaites.  Le 31 décembre 2023, il est retenu dans la liste des vingt-sept joueurs ghanéens sélectionnés par Chris Hughton pour disputer la Coupe d'Afrique des nations 2023.

## Statistiques
| Saison                | Club                  | Championnat           | Championnat | Championnat | Championnat | Coupe nationale | Coupe nationale | Coupe nationale | Coupe de la Ligue | Coupe de la Ligue | Coupe de la Ligue | Compétition(s) continentale(s) | Compétition(s) continentale(s) | Compétition(s) continentale(s) | Compétition(s) continentale(s) | Total | Total | Total |
| Saison                | Club                  | Division              | M.          | B.          | P.d.        | M.              | B.              | P.d.            | M.                | B.                | P.d.              | Comp.                          | M.                             | B.                             | P.d.                           | M.    | B.    | P.d.  |
| 2019-2020             | Clermont Foot 63      | Ligue 2               | 6           | 0           | 0           | -               | -               | -               | 1                 | 0                 | 0                 | -                              | -                              | -                              | -                              | 7     | 0     | 0     |
| 2020-2021             | Clermont Foot 63      | Ligue 2               | 6           | 0           | 0           | -               | -               | -               | -                 | -                 | -                 | -                              | -                              | -                              | -                              | 6     | 0     | 0     |
| 2021-2022             | Clermont Foot 63      | Ligue 1               | 31          | 1           | 0           | -               | -               | -               | -                 | -                 | -                 | -                              | -                              | -                              | -                              | 31    | 1     | 0     |
| Sous-total            | Sous-total            | Sous-total            | 43          | 1           | 0           | -               | -               | -               | 1                 | 0                 | 0                 | -                              | -                              | -                              | -                              | 44    | 1     | 0     |
| 2022-2023             | RC Lens               | Ligue 1               | 33          | 1           | 1           | 4               | 0               | 0               | -                 | -                 | -                 | -                              | -                              | -                              | -                              | 37    | 1     | 1     |
| 2023-2024             | RC Lens               | Ligue 1               | 27          | 0           | 0           | -               | -               | -               | -                 | -                 | -                 | C1+C3                          | 6+2                            | 0                              | 0                              | 35    | 0     | 0     |
| Sous-total            | Sous-total            | Sous-total            | 60          | 1           | 1           | 4               | 0               | 0               | -                 | -                 | -                 | -                              | 8                              | 0                              | 0                              | 72    | 1     | 1     |
| 2024-2025             | Sunderland AFC (prêt) | Championship          | 10          | 0           | 0           | 1               | 0               | 0               | -                 | -                 | -                 | -                              | -                              | -                              | -                              | 11    | 0     | 0     |
| 2025-2026             | OGC Nice              | Ligue 1               | 1           | 0           | 0           | -               | -               | -               | -                 | -                 | -                 | -                              | -                              | -                              | -                              | 1     | 0     | 0     |
| Total sur la carrière | Total sur la carrière | Total sur la carrière | 114         | 2           | 1           | 5               | 0               | 0               | 1                 | 0                 | 0                 | -                              | 8                              | 0                              | 0                              | 128   | 2     | 1     |

## Palmarès
Avec le Racing Club de Lens, Salis Abdul Samed est vice-champion de France en 2023.
Il est également vice-champion de Ligue 2 en 2021 avec le Clermont Foot 63. 
| Clermont Foot 63                 | RC Lens                           |
| -------------------------------- | --------------------------------- |
| - Ligue 2 - Vice-Champion : 2021 | - Ligue 1 - Vice-Champion : 2023. |